# Astragalus albertshoferi
Astragalus albertshoferi es una especie de planta del género Astragalus, de la familia de las leguminosas, orden Fabales.
Fue descrita científicamente por D. Podl.